# Amauris lygia
Amauris lygia är en fjärilsart som beskrevs av Gustaaf Hulstaert 1924. Amauris lygia ingår i släktet Amauris och familjen praktfjärilar. Inga underarter finns listade i Catalogue of Life.